# 앨런 럭
앨런 럭(Alan Ruck, 1956년 7월 1일 ~ )은 미국의 배우이다. HBO 드라마 《석세션》(2018-23)으로 2024년 골든 글로브상과 프라임타임 에미상 후보에 올랐다.

## 출연 작품

### 영화
- 배드 보이즈 (1983)
- 페리스의 해방 (1986)
- 3인의 탈주자 (1989)
- 영 건 2 (1990)
- 스피드 (1994)
- 트위스터 (1996)
- 그링고 (2018) - 제리 역
- 캡티브 스테이트 (2019) - 찰스 역
- 프리키 데스데이 (2020)

### 텔레비전
- 이야기 도시 (1996-2002)
- 석세션 (2018-23)